# Сеть туннелей ХАМАС в Газе
Сеть туннелей в Газе — комплекс подземных сооружений группировки ХАМАС, строительство которых началось после установления её власти над регионом в 2007 году.

## Описание
Под сектором Газа существует обширная сеть туннелей, используемых преимущественно для военных целей. Сеть подземных туннелей позволяет ХАМАСу и другим палестинским вооружённым группировкам хранить оружие и боеприпасы, собираться и перемещаться под землёй, перемещать заложников и отступать, не будучи обнаруженными израильскими или египетскими властями.
В ходе войны на начало 2024 года было обнаружено 1500 туннелей; их общая длина составляет, по разным оценкам, от 500 до 650 километров. Для сравнения, протяжённость всех туннелей московского метро на октябрь 2023 года составляла 460,5 километра. Некоторые коридоры находятся на глубине 70 метров под землёй. Обычно туннели имеют не более двух метров в высоту и ширину.
Эту систему туннелей ЦАХАЛ прозвал «метро Газы».

## История
Первый известный туннель между сектором Газа и Египтом был вырыт для контрабанды в 1982 году, после вывода израильских войск с Синайского полуострова. Изначально туннели использовались для контрабанды, но после начала первой интифады в конце 1987 года через них стали переправлять оружие и людей, разыскиваемых Израилем. С начала второй интифады в 2000 году туннели на границе с Египтом активно использовались для доставки в сектор оружия. С 2001 года палестинские боевики из сектора стали рыть подкопы под израильские пограничные посты и взрывать их, однако таких попыток было немного в связи с их ограниченной эффективностью. В 2006 году они опробовали новую тактику, прорыв туннель под границей между Газой и Израилем, в результате чего группа боевиков вышла в тылу у израильских военных и захватила в заложники израильского капрала Гилада Шалита.
Захватив власть в Газе в 2007 году, ХАМАС приступил к строительству целой сети подземных бетонированных бункеров, соединённых между собой туннелями с многочисленными выходами в жилых районах Газы. Эти подземные комплексы напоминают аналогичные сооружения Вьетконга времен войны во Вьетнаме (1955—1975), но выполнены качественнее, с применением железобетонных конструкций, электрифицированы и предназначены для длительного использования.
Только во время военной операции в секторе Газа в 2014 году израильская армия обнаружила истинные размеры туннелей. Это послужило причиной возведения заграждения вдоль границы с сектором Газа, которое уходит и под землю, чтобы не допустить выхода боевиков по туннелям на территорию Израиля.

## Строительство и финансирование
Строительство этих сооружений обошлось ХАМАС примерно в миллиард долларов. На 2014 год количество затраченного бетона оценивалось в 800 тысяч тонн. Материалы и средства для возведения туннелей были добыты ХАМАС за счёт присвоения им международной помощи, выделяемой сектору Газа.
При возведении туннелей ХАМАС активно использовался детский труд. Согласно отчёту Института палестинских исследований от 2012 года, на дату отчёта при строительстве туннелей погибло не менее 160 палестинских детей. Для скрытия масштабов строительства большая часть выкопанного грунта сбрасывается в море.

## Функции
Выделяют следующие типы туннелей по функциональному назначению:
- Экономические, по которым в сектор Газа доставляется контрабанда.
- Используемые высшим руководством ХАМАС.
- Для нападений на Израиль. В 2006 году террористы ХАМАС через такой туннель проникли в Израиль, устроили засаду и похитили Гилада Шалита[9].
- Туннели также использовались для содержания заложников, захваченных боевиками ХАМАС в ходе террористической атаки на Израиль 7 октября 2023 года[18][19].

Туннели предназначены исключительно для боевиков, но не для гражданского населения, защита которого, как выразился лидер ХАМАС Муса Абу Марзук, является обязанностью ООН.

## Прикрытие гражданскими объектами
Часто туннели для затруднения контртеррористических операций умышленно строятся под гражданскими объектами, а входы в них располагаются вблизи или внутри жилых домов, школ, больниц и мечетей. Так, например, вход в крупнейший туннель ХАМАС был найден в школьном кабинете; другой туннель находился непосредственно под штаб-квартирой БАПОР (агентства ООН по палестинским беженцам) и был подключён к его сети электроснабжения.

## Обнаружение и борьба с туннелями

### Обнаружение
Обнаружить туннели сложно, так как входы в них обычно находятся под разными зданиями. Для их обнаружения армией Израиля используются различные способы, в том числе радары и другие средства, которыми измеряют тепловые и акустические показатели и характеристики магнитного поля.
Часто туннели обнаруживают во время слежки за боевиком ХАМАС, у которого внезапно пропадает сигнал сотового телефона, либо солдатами в ходе патрулирования.
В 2017 году специальные приборы, которые использовала Армия обороны Израиля, обнаруживали подземные коммуникации на глубине не более 20 метров, в то время как сооружения Хамас часто располагаются на глубине 70-80.
Для поиска коммуникаций используют кинологическую службу К-9, а также беспилотные летательные аппараты. Летающие машины не были достаточно эффективны из-за разветвлённого строения сооружений. При поворотах они теряли сигнал. В настоящее время израильтяне применяют комплексы дронов, каждый из которых, теряя сигнал, может приземлиться и стать ретранслятором команд для аналогичного аппарата. Дроны нового поколения обладают приборами ночного видения и автоматически составляют трёхмерную карту помещения.

### Бои в туннелях
Ведение боёв в туннелях затруднено тем, что под землёй темнее и гораздо холоднее; звуки, например выстрелы, усиливаются; использование огнестрельного оружия поднимает пыль. Туннели также легко могут быть заминированы, а иногда оборудованы камерами видеонаблюдения.
С 2014 года ЦАХАЛ задействует спецподразделения для боёв в туннелях. Для их тренировок в Израиле построены специальные туннели; кроме того, для обучения применяется система виртуальной реальности. Солдаты обучены работе со специальными датчиками; также используются роботы и специально обученные собаки.
Классический способ зачистки туннелей — слезоточивый газ или химические вещества — сегодня, вероятно, будет считаться незаконным.

### Уничтожение
Для уничтожения туннелей Израиль может использовать «противобункерные бомбы», которые производят разрушения глубоко под землёй; однако очень высокая плотность населения в секторе Газа ограничивает их использование.
В 2016 году Египет затапливал туннели контрабандистов. Во время операции «Железные мечи» (с 2023) ЦАХАЛ особое внимание уделялось уничтожению туннелей, в том числе производилось затопление туннелей ХАМАС морской водой.
Для уничтожения туннелей используются экскаваторы, такие, как Caterpillar 349 и D9. Существуют и другие способы борьбы с туннелями, без необходимости заходить в них, например заливка взрывной эмульсией.